# Ледуховская, Юзефа
Юзефа Виктория Францишка Ледуховская, урождённая Трусколаская (пол. Józefa Wiktoria Franciszka Ledóchowska; 5 марта 1781, Лемберг — 14 марта 1849, Варшава) — польская театральная актриса. Известна в первую очередь ролями в пьесах Шекспира.

## Биография
Юзефа Трусколаская родилась в 1781 году в Лемберге (ныне Львов). Её родителями были актёры Томаш и Агнешка Трусколаские. С двенадцати лет она работала в труппе театра «Народовы», где дебютировала в 1794 в комедии «Ревнивая жена» Дефоржа. В 1796—1797 годах Юзефа выступала в варшавской антрепризе своего отца, а с 1798 года — в антрепризе матери. В 1799 году она, вместе с матерью, вошла в труппу Войцеха Богуславского, продолжая вместе с тем играть в театре Народовы. До 1801 года Юзефа выступала под девичьей фамилией.
В 1801 году Юзефа Трусколаская вышла замуж за Станислава Ледуховского и, получив титул графини, ушла из театра. С мужем, по-видимому, она рассталась уже через год, но в варшавский театр вернулась лишь в 1805 году. В 1807 году она гастролировала с труппой театра в Познани, а в 1809 году — в Кракове. В её репертуаре того периода были преимущественно французские комедии, часто ставившиеся на варшавской сцене, а также современные пьесы польских авторов.
Под руководством своей матери и Войцеха Богуславского Юзефа развила свой талант и впоследствии играла в основном трагедийные роли. Особенно она прославилась своими ролями в пьесах Шекспира, став одной из первых создательниц шекспировских образов на польской сцене: Джульетты, Офелии, леди Макбет. В числе прочих её ролей были Химена («Сид» Корнеля), Жанна Д’Арк («Орлеанская дева» Шиллера), Барбара Радзивиллувна (одноимённое произведение Венжина), Федра (одноимённая трагедия Расина), Сабина в «Горации» Корнеля и другие. Её игра отличалась выразительностью, благородством манеры и вниманием к деталям (в том числе к сценическому костюму). Современники признавали Юзефу Ледуховскую лучшей трагической актрисой первой трети XIX века.
Пик славы Ледуховской пришёлся на 1823—1824 годы. С 1826 года она редко бралась за новые роли, выступая в давно отработанном репертуаре. Последним её выступлением стал бенефис 18 октября 1833 года. Актриса умерла в 1849 году в Варшаве.